# チベット大蔵経
チベット大蔵経（チベットだいぞうきょう）は、8世紀末以後にインドからもたらされたサンスクリット仏典を、訳経僧（ロツァワ）たちがチベット語に訳出して編纂されたチベット仏教仏典が、集成されたもの。
インド本国において最終的に紛失・散逸してしまった後期仏教の経典の翻訳を数多く含み、その訳出作業も長年の慎重な校訂作業によって絶えず検証、再翻訳され続けてきたため信頼性が高く、サンスクリット原本がない場合などは、チベット訳から逆に翻訳し戻す作業などによって、原本を推定したりして、世界の仏教学者の研究のよりどころとなっている。

## 歴史
まずチベット語そのものが、7世紀に吐蕃のソンツェン・ガンポ（srong btsan sgam po）の時代、632年にトンミサンボータ（thon mi saṃbhoṭa）をインドに留学させて、チベット文字・文法を確立させたものである。そのせいで、サンスクリット語仏典がチベット語に翻訳された。
チベット大蔵経自身は、顕教（けんぎょう）部分が主に9世紀前半に、後期密教（みっきょう）部分が11世紀以後に訳され、14世紀（1300年代）初頭、チベット南西部シガツェのナルタン寺で経・律を内容とする「カンギュル」（bka'-'gyur、甘殊爾）と論疏（ろんしょ）を扱った「テンギュル」（bstan-'gyur、丹殊爾）に分けて編集されて出来上がった。これを一般に「古ナルタン大蔵経」（Old Narthang Canon）と呼ぶ。現在では散逸しているが、これがチベット大蔵経の起源である。
この「カンギュル」が東方のラサのツェルグンダン寺へと継承されたものが「ツェルパ (-本/系/系統)」（tshal pa）、西方のギャンツェに留まって継承されたものが「テンパンマ (-本/系/系統)」（them spangs ma）と呼ばれ、「カンギュル」の2大系統を成している。前者の「ツェルパ系」が中国の影響で木版印刷されるようになるのに対して、後者の「テンパンマ系」は写本で継承された。
「テンギュル」は、プトゥンによってシガツェのシャル寺で増補・編纂されたものが「シャル本」として標準化した。
チベットでは、経典は、信仰心を著わすものとしてながらく写本で流布していたが、中国の明朝の永楽帝は中国に使者を派遣するチベット諸侯や教団への土産として、1410年木版による大蔵経を開版、この習慣がチベットにも取り入れられ、以後、何種類かが開版されることになった。
カンギュルの最古版は永楽版（1410年）で、万暦版（1606年）がこれにつぎ、その後ジャン版（雲南麗江、1623年）が、いずれもツェルパ本によって成立した。
テンギュルの最古版は雍正(ようせい)版（1724年）で、ナルタン版（1742年）も同様にシャル本を補訂したチョンギェ本によっている。デルゲ版（1742年）も同本を参照しているが、シャル本を底本としている。
上記テンギュル3版にそれぞれのカンギュル（1737年、1732年、1731年）を合せたものが最も有名で、最初のものは「北京版」と呼ばれている。
他に、チョネ版（1731年）、ラサ版（1934年）のカンギュルとチョネ版のテンギュル（1773年）があり、ジャン版の覆刻リタン版もある。

## 版

### カンギュル (律・経蔵)
ツェルパ系統
- 永楽版カンギュル (1410年) - 大部分散逸。
- 万暦版カンギュル (1606年) - 大部分散逸。
- リタン版(ジャン版)カンギュル (1621-24年)
- 康煕版カンギュル (1692年)
- 北京版カンギュル (1717年)
- チョネ版カンギュル (1743年)
- ラサ版カンギュル (1923年)

テンパンマ系統
- シェルカル(ロンドン)写本 (1712年)
- 東京写本 (1858–78年)
- トクパレス写本
- ウランバートル写本

混合型
- ナルタン版カンギュル (1732年)
- デルゲ版カンギュル (1733年)

### テンギュル (論蔵)
- 雍正版(北京版)テンギュル (1724年)
- ナルタン版テンギュル (1742年)
- デルゲ版テンギュル (1744年)
- チョネ版テンギュル (1773年)

また中国では、1990年代より、洋装本の形式で刊行される中華大蔵経事業の一部として、過去の諸写本、諸版の多くを校合したカンギュル・テンギュルの編纂・刊行が進められ、2008年、2005年にそれぞれ刊行が完了した。

## 構成
チベット大蔵経の大まかな構成は以下の通り。

### カンギュル (律・経蔵)
全98巻（ナルタン版カンギュル）
- 律蔵（根本説一切有部律）13巻
- 般若経 21巻
- 華厳経 6巻
- 宝積経 6巻
その他 経典 30巻270点（小乗系25% 大乗系75%）
- タントラ（無上瑜伽タントラ等）22巻300点以上

### テンギュル (論蔵)
全224巻3626点（北京版テンギュル）
内容
- 讃仏偈 1巻64点
- タントラへの註釈 86巻3055点
- 律・経への註釈 137巻567点

主なもの
- 般若経 註釈 16巻
- 中観派 著作 29巻
- 瑜伽行派 著作 29巻
- 阿毘達磨 8巻
- 雑論 4巻
- 律 註釈 16巻
- 物語 4巻
- 技術書 43巻

## 日本への輸入と研究・出版
日本とチベットの本格的な接触・交流が始まるのは近代以降である。8世紀の唐の時代に、「西の吐蕃」と「東の日本」として、両国は中国の東西でそれぞれ形作られていき、その後チベットはインドから輸入・移植したチベット仏教を発達させつつ、紆余曲折を経ながら、中国はもちろん、モンゴル・満洲とも深い関係となっていくが、日本は地理的な関係や、モンゴル王朝（元）や満洲族王朝（清）の支配を受けなかったこともあり、近代以前に両国の直接的な接触はほとんどなく、またそれ故に、チベット仏教やチベット大蔵経が日本に持ち込まれることも無かった。
近代以降、仏教国チベットの評判を聞いて入蔵した河口慧海や多田等観といった僧侶達によって、チベット大蔵経が日本に請来・輸入され、本格的な研究が開始された。
河口慧海が第2回チベット旅行（1913年）時にパンチェン・ラマ10世から入手したナルタン版テンギュルは、東京大学総合図書館に所蔵されており、そのカード目録データベースはweb上で公開されている。
多田等観が1923年に帰国する際、ダライ・ラマ13世から与えられた膨大なチベット仏教文献の内、ラサ版カンギュル、デルゲ版テンギュル、ナルタン版テンギュルは、東京大学文学部印度研究室が所蔵し、
- ラサ版カンギュルの目録 『東京大学所蔵ラサ版チベット大蔵経目録』（1965年）
- デルゲ版テンギュルの影印版 『チベット大蔵経：デルゲ版　東京大学文学部所蔵』（1977年–1981年）

などが刊行された。他方で、東北大学には、デルゲ版大蔵経（カンギュル・テンギュル）が収蔵され、目録として
- 『西蔵大蔵経総目録』（1934年）
- 『西蔵撰述仏典目録：東北大学蔵版』（1953年）

が刊行された。
また、大谷大学には寺本婉雅が入手した北京版大蔵経が収蔵され、目録として
- 『甘殊爾勘同目録』（1930年-1932年）
- 『丹殊爾勘同目録』（1965年-1997年）

が、更に山口益監修による影印版
- 『北京版西蔵大蔵経』（1955年-1961年）

が刊行されるなどした。